# Пешково (Кинешемский район)
Пешково — деревня в Кинешемском районе Ивановской области. Входит в состав Горковского сельского поселения. Расстояние до районного центра (город Кинешма) — 15 км.

## География
Расположена в юго-западной части сельского поселения. Через деревню протекает река Русиловка, приток реки Кинешемки.

## История

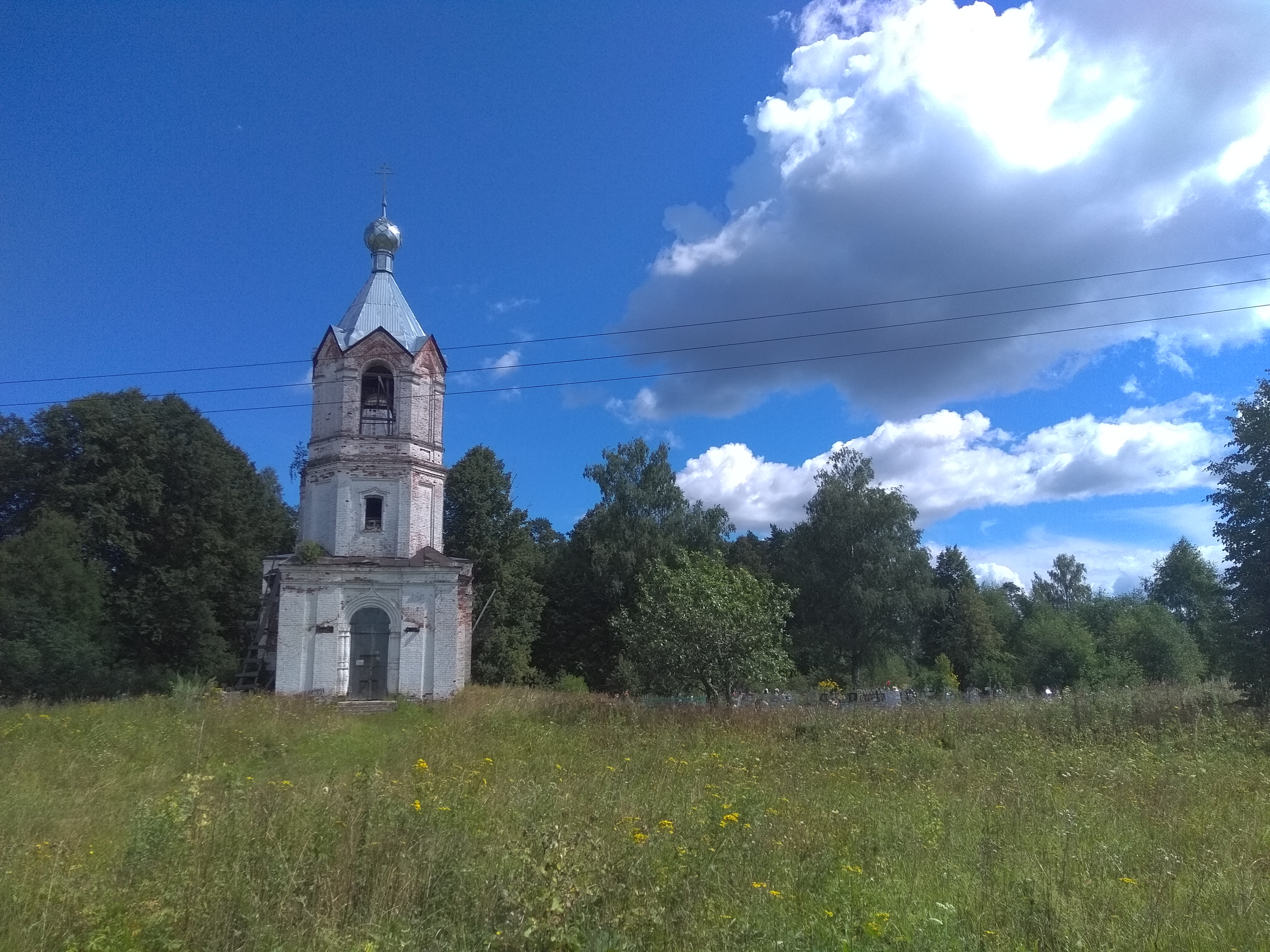
Храм Успения Пресвятой Богородицы

Ранее деревня была селом. На восточной окраине села в 1872 году на средства купца Ефимия Ивановича Миндовского был возведён храм Успения Пресвятой Богородицы. Характерный для своего времени пример приходского сельского храма в русско-византийском стиле. Стены храма и колокольни из кирпича. При церкви имеется кладбище.
Согласно справочной книге 1911 года, в селе Пешкове была земская школа. Храм имел престол Успения Божией Матери. У храма имелась каменная ограда. Причт церкви включал священника и псаломщика. В пользовании причта имелась церковная земля в размере: усадебной 1 десятина, под дровяным лесом 6 десятин, сенокосной 3 десятины, пахотной 25 десятин, а также неудобной и под большой дорогой 4 десятины, под церковью и оградой 1 десятина. Прихожан храма было 1093 человека, они работали на фабриках. Имелось семь приходских селений.

## Население
| 1872 | 1897 | 2002 | 2010 |
| ---- | ---- | ---- | ---- |
| 303  | ↘225 | ↘100 | ↘51  |

## Инфраструктура
- медицинский пункт
- кладбище (погост) у храма Успения

## Транспорт
Деревня доступна автотранспортом. Расположена на автомобильной дороге межмуниципального значения Доброхотово — Пешково.
- автобусная остановка